# Боришкевич Володимир Іванович
Володи́мир Іва́нович Боришке́вич (нар. 21 травня 1987, Івано-Франківськ) — український футболіст, півзахисник івано-франківського «Прикарпаття».

## Ігрова кар'єра
Перший тренер — Анатолій Сафронович Литвиненко. З 13 років виступав за рідне «Прикарпаття» (Івано-Франківськ) у змаганнях ДЮФЛУ. У дорослому футболі дебютував 17-літнім 2004 року виступами за «Факел» (Івано-Франківськ), в якому провів шість сезонів (у 2007 клуб змінив назву на «Прикарпаття»). У складі івано-франківської команди був одним з головних гравців команди.
Своєю грою за цю команду привернув увагу представників тренерського штабу клубу «Динамо-2» (Київ), до складу якого приєднався влітку 2010 року. Одначе, відігравши весь сезон у ролі одного з найстабільніших гравців другої команди київських «динамівців», відтак повернувся додому.
Однак, справи на той час у рідної команди були нікудишніми, тож згодом перебрався до Бурштина, де став гравцем «Енергетика». Наприкінці сезону 2011/2012 року клуб був виключений зі змагань за дві неявки і команда була розформована, після чого перейшов у «Карпати» з Яремче.
На початку 2013 року став гравцем аматорського клубу «Газовика» (Богородчани). У 2014 році перейшов у «Карпати» з містечка Брошнів-Осада, в якому провів наступні три роки своєї кар'єри гравця. За ці роки, які перебував поза професійним футболом, жодного разу команди Боришкевича на фініші не опускалися нижче другого місця. Загалом же, у його активі — 4 золоті й дві срібні медалі чемпіонату області, ціла низка обласних кубків.
У липні 2016 року перейшов до складу франківського «Тепловика». У першому матчі першості 2016—2017 відзначився одним голом у воротах «Арсеналу-Київщини».

## Досягнення
- Срібний призер другої ліги чемпіонату України (2): 2006/07 (група «Б»), 2017/18 (група «А»)